# Canton du Säntis
1798–1803
Entités précédentes :
- Abbaye de Saint-Gall
- Ville impériale de Saint-Gall
- Vogtei de Rheintal
- Canton d'Appenzell Rhodes-Intérieures
- Canton d'Appenzell Rhodes-Extérieures

Entités suivantes :
- Canton de Saint-Gall
- Canton d'Appenzell Rhodes-Intérieures
- Canton d'Appenzell Rhodes-Extérieures

Le canton du Säntis (en allemand : Kanton Säntis) est un ancien canton suisse qui a existé entre 1798 et 1803. Il fait partie des unités administratives introduites par la République helvétique. Le canton est formé à partir des territoires de Saint-Gall, le district de Rheintal et les deux Appenzell. On lui attribue le nom de la montagne la plus importante de la région : le Säntis. Son chef-lieu était Saint-Gall.
Il est partagé en 1803 entre le canton de Saint-Gall et les demi-cantons d'Appenzell Rhodes-Intérieures et Appenzell Rhodes-Extérieures. 
| District      | Chef-lieu    | Nombre d'habitants |
| ------------- | ------------ | ------------------ |
| Saint-Gall    | Saint-Gall   | 11 200             |
| Rorschach     | Rorschach    | 10 100             |
| Unterrheintal | Rheineck     | 10 000             |
| Oberrheintal  | Altstätten   | 11 000             |
| Appenzell     | Appenzell    | 12 000             |
| Wald          | Heiden       | 12 000             |
| Teufen        | Teufen       | 14 200             |
| Herisau       | Herisau      | 13 000             |
| Gossau        | Gossau       | 10 000             |
| Wil           | Wil          | 8 500              |
| Flawil        | Flawil       | 9 500              |
| Mosnang       | Mosnang      | 10 000             |
| Lichtensteig  | Lichtensteig | 10 000             |